# بالتیمور ریونز

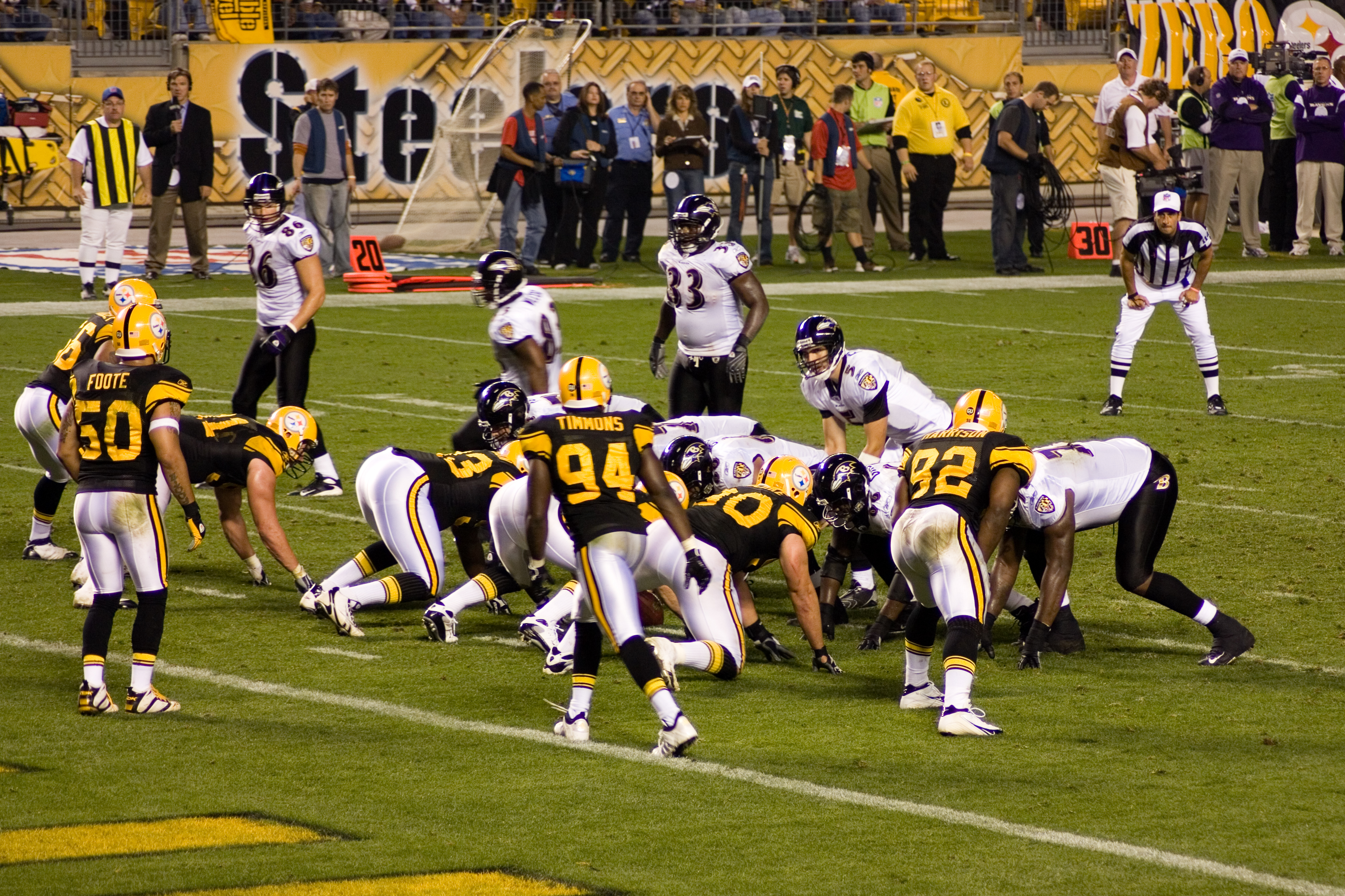

تیم فوتبال آمریکایی بالتیمور ریونز (به انگلیسی: Baltimore Ravens) از بالتیمور در ایالت مریلند می‌باشد.
این تیم عضو لیگ ملی فوتبال آمریکا است.
ورزشگاه خانه این تیم ورزشگاه‌ام اند تی بنک (به انگلیسی: M&T Bank Stadium) نام دارد.

## وب‌گاه رسمی
- وبگاه رسمی تیم